# Colegiul Național Iulia Hasdeu
Colegiul Național Iulia Hasdeu este un liceu situat în partea de est a Bucureștiului, la intersecția dintre Bulevardul Ferdinand I și Șoseaua Mihai Bravu. Este una din cele mai prestigioase unități de învățământ secundar din București. A fost numit dupa poeta Iulia Hasdeu.

## Istorie
Piatra de temelie a construcției a fost pusă în ziua de 20 iulie 1926 așa cum atestă actul de întemeiere:
„Astăzi 20 iulie anul mântuirii 1926, în zilele majestăților lor, Ferdinand I, rege al tuturor românilor și măritei sale doamne, regina Maria, patriarh al României fiind I.P.S.S. Dr. Miron Cristea, iar ministru al Instrucțiunii Dl. I. Petrovici, având ca primar al municipiului București pe Dl. Anibal Teodorescu, iar primar al Sectorului 2, pe Dl. Dimitrie Grozdea; Pus-am piatra de temelie a Liceului Comunal de fete Obor. Început-am ridicarea acestui așezământ din dorința de a fi altar de cultură și viață națională pentru această parte a cetății Bucureștilor, păstrătoare a celor mai vechi tradiții eroice și religioase.”
Anul 1929 este foarte important în istoria liceului. Este anul în care se face mutarea în noul loc care poartă numele de “Liceul Comunal de Fete Iulia Hasdeu”, nume pe care îl va păstra încă două decenii. În anul 1942 “s-a inaugurat și dat spre folosință clădirea nouă a Liceului Comunal de Fete Iulia Hasdeu”.
După Al Doilea Război Mondial, efectivele claselor cresc considerabil. Astfel, în anul școlar 1945-1946 existau nouă clase întâi paralele, fiecare având 42-44 eleve. Tot în acest an se înființează un internat pentru copiii săraci cu o capacitate de 120 de locuri. Una din plăcile de marmură aflate în holul liceului, marchează darea în folosință a internatului, a cărui construcție a început în 1945 și s-a încheiat în noiembrie 1947. În 1955, numele liceului devine “Școala medie nr. 15”. Cuprinde ciclurile gimnazial și liceal iar în anul școlar următor, se înființează și o secție serală. În toamna anului 1956 liceul devine mixt. Începând cu anul școlar 1971-1972 liceul devine real-umanist cu limba de predare spaniolă, proces care se generalizează în anul școlar 1974-1975.
A urmat apoi perioada în care accentul s-a pus pe învățământul tehnic și a crescut foarte mult numărul de clase la seral iar liceul sub numele de Liceul de filologie-istorie nr. 1. În anul 1990 denumirea liceului s-a schimbat în Liceul Teoretic Iulia Hasdeu, denumire pe care a păstrat-o până în anul 2000. Ca recunoștere a calității procesului de învățământ desfășurat în liceu și a realizărilor, începând din anul școlar 2000-2001, acesta a fost numit prin Ordin al Ministrului Educației Naționale “Colegiul Național Iulia Hasdeu”.

## Admitere
| Specializare                              | 2017 | 2016 | 2015 | 2014 | 2013 | 2012 | 2011 | 2010 | 2009 | 2008 | 2007 | 2006 | 2005 | 2004 | 2003 | 2002 | 2001 |
| ----------------------------------------- | ---- | ---- | ---- | ---- | ---- | ---- | ---- | ---- | ---- | ---- | ---- | ---- | ---- | ---- | ---- | ---- | ---- |
| Matematică-Informatică                    | 9,54 | 9,31 | 9,45 | 9,17 | 9,51 | 9,16 | 9,30 | 9,12 | 9,19 | 8,86 | 8,25 | 9,18 | 9,13 | 9,28 | 8,97 | 8,89 | 8,97 |
| Matematică-Informatică - Bilingv Engleză  | 9,62 | 9,40 | 9,51 | 9,22 | 9,59 | 9,42 | 9,40 | 9,29 | 9,15 | -    | -    | 9,34 | 9,17 | -    | -    | -    | -    |
| Matematică-Informatică - Bilingv Spaniolă | -    | -    | -    | -    | -    | -    | -    | -    | -    | -    | -    | -    | 7,91 | 7,68 | -    | -    | -    |
| Științe ale Naturii                       | 9,57 | 9,37 | 9,46 | 9,14 | -    | -    | -    | -    | -    | -    | 9,08 | -    | 8,84 | 9,09 | -    | -    | -    |
| Filologie                                 | 9,20 | 8,97 | 9,24 | 8,93 | 9,39 | 9,05 | 9,19 | 9,15 | 8,89 | 8,90 | 9,09 | 9,10 | 8,86 | 9,06 | 8,87 | 8,80 | 8,72 |
| Filologie - Bilingv Engleză               | 9,30 | 9,08 | 9,32 | 9,05 | 9,49 | 9,17 | 9,23 | 9,21 | 8,98 | -    | -    | 9,22 | 9,08 | -    | -    | -    | -    |
| Filologie - Bilingv Spaniolă              | 5,45 | 6,36 | 7,24 | 5,92 | 4,88 | 6,69 | 6,51 | 5,10 | -    | 6,63 | 7,18 | -    | -    | -    | -    | -    | -    |